# Olof Johansson
Olof Johansson (né le 31 juillet 1937 à Kalmar) est un homme politique suédois. Il a été chef du Parti du centre de 1987 à 1998.